# NGC 6881
NGC 6881 (другое обозначение — PK 74+2.1) — планетарная туманность в созвездии Лебедь.
Этот объект входит в число перечисленных в оригинальной редакции «Нового общего каталога».